# Крик (пиво)

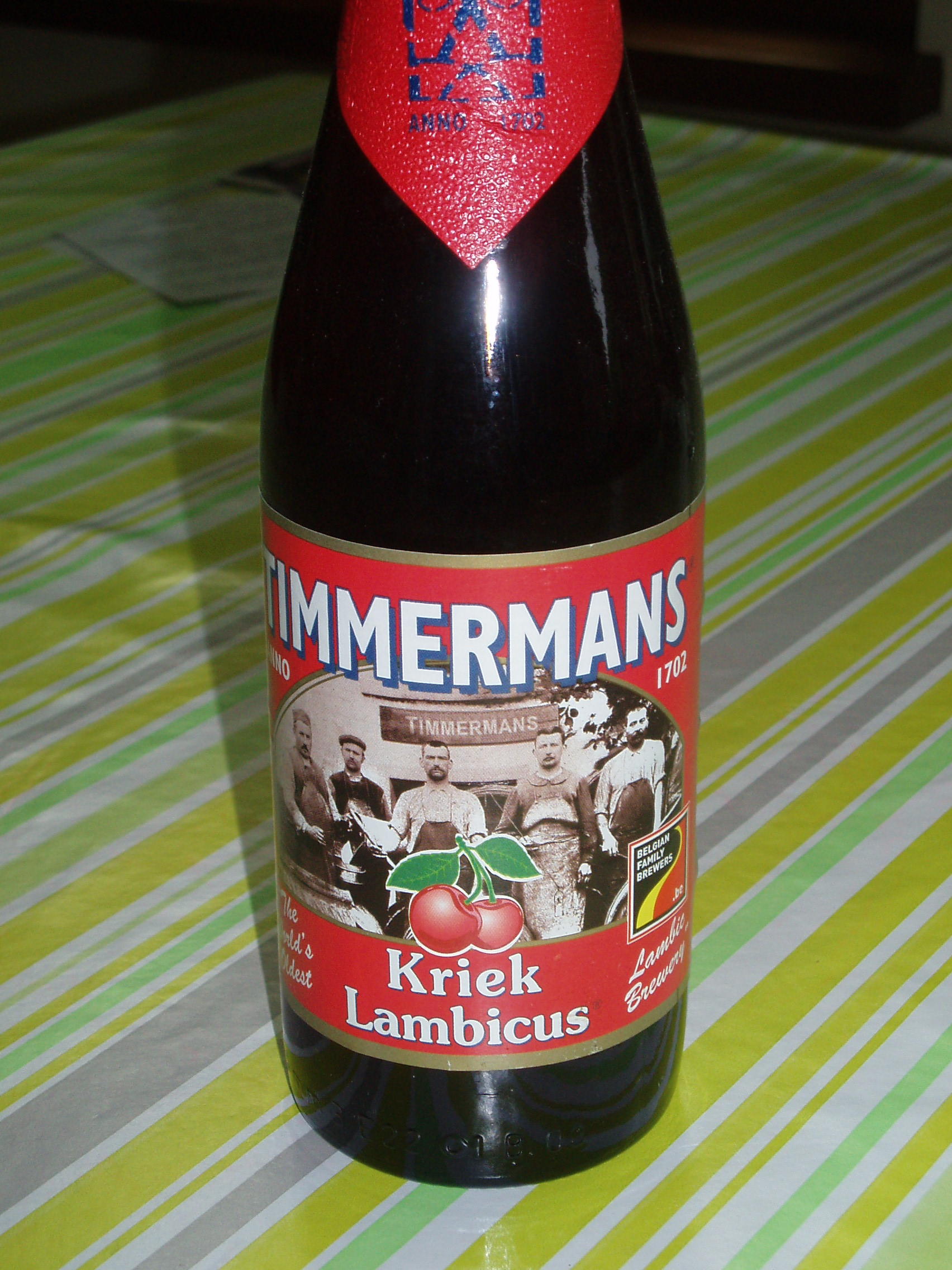
Timmermans Kriek Lambicus

Крик (западнофлам. Kriek, в пер. «вишня») —  стиль бельгийского пива, приготовленного путем сбраживания ламбика с плодами кислой вишни. Традиционно используется сорт «Схарбек» (редкий бельгийский сорт вишни) из окрестностей Брюсселя. Поскольку найти вишню сорта «Схарбек» становится все труднее, некоторые пивовары заменяют её (частично или полностью) другими сортами кислой вишни, иногда импортными.

## Изготовление
На изготовление 100 литров пива приходится приблизительно 13 килограммов вишни, которая очищается от косточек и выдерживается в ламбике (мацерируется). При этом пиво, заключённое в дубовые бочки, проходит процесс вторичного брожения за счёт находящегося в ягодах фруктового сахара. Наиболее подходящими для приготовления крика считается вишня сорта «Схарбек» (Schaarbeek), выращиваемая вблизи Брюсселя. Эти маленькие ягоды собираются только тогда, когда они уже начинают перезревать — тогда вишни имеют особо сильный аромат. Вишнёвый ламбик обычно ярко-красного цвета, с сильным вишнёвым запахом и крепостью от 5 % до 6 % алкоголя.
Кроме вишни, для приготовления фруктового ламбика иногда используется малина и мускатный виноград.

## Употребление
Пить крик желательно, охладив его до температуры 5-6 °C. Разлит напиток обычно в стеклянные бутылки небольшой ёмкости. Особый кисловато-сладкий привкус этого пива весьма приятен в летние месяцы. Зимой крик наливают на бельгийских Рождественских базарах, разогрев его и приправив пряностями, по примеру пунша. Крик является также частью традиционной фламандской кухни.